# Содер, Дэн
Дэниел Э. Содер (англ. Daniel E. Soder, родился 24 июня, 1983) — американский стендап-комик, актёр и радиоведущий. Он наиболее известен своим частым появлением на канале MTV2 Guy Code и повторяющейся ролью Маффи (Дадли Мейфи) в драматическом сериале Showtime «Миллиарды» с 2016 года. Он является соведущим «Костра» на Центральном радио комедии Сириуса с другим комиком, Большим Джеем Окерсоном, с 2015 года.

## Личная жизнь
Содер родился в Хартфорде, Коннектикут, но вырос в Авроре, Колорадо. Он ирландского происхождения. [2] Когда Содер учился в старшей школе, его отец умер в результате продолжительной болезни, а его сестра умерла два года спустя в автокатастрофе. Он начал выступать в стендап-комедии ещё будучи студентом Университета Аризоны. Он окончил Университет Аризоны в 2005 году по специальности журналистика и политология. Через год после выпуска он переехал в Нью-Йорк, чтобы продолжить свою карьеру.

## Карьера
Он появлялся в сериалах и телешоу Камеди Централ: Полчаса, Конан, Cum Town, Опи и Энтони, Шоу Энтони Кумиа, Пацанский кодекс и Пацанский суд на MTV2, Garbage Time с Кэти Нолан на телеканале Fox Sports 1’s и подкасте Знаешь что, чувак! с Робертом Келли. После увольнения Энтони Кумия из шоу Опи и Энтони, Содер был частым гостем и «третьим микрофоном» на шоу Опи с Джимом Нортоном, а ранее на канале Faction Talk на Спутниковом радио Сириуса. 21 мая 2016 года Содер выпустил свой первый часовой специальный выпуск на Камеди Централ под названием «Not Special».
Начиная с 2014 года Содер появлялся в нескольких эпизодах в качестве приглашенной звезды в сериале «Внутри Эми Шумер», а также появился в фильме Шумер «Крушение поезда» (2015) в эпизодической роли. 27 июля 2015 года Содер вместе с другим комиком Биг Джеем Окерсоном провели премьеру своего двухчасового ток-шоу на радио «Костер» на новом канале Камеди Централ Радио на SiriusXM, которое транслируется с понедельника по четверг (ранее — по понедельникам и средам) с 18:00 до 20:00 по восточному стандартному времени.
19 марта 2016 года Дэн Содер выступил в качестве специального гостя в популярном подкасте о реслинге Wrestling Soup, а также получил повторяющуюся роль в драматическом сериале Showtime «Миллиарды». В конце 2016 года Содер получил роль в комедии «Родители лёгкого поведения» (2019) с Алеком Болдуином и Сальмой Хайек в главных ролях.
4 июля 2017 года Netflix выпустил новый оригинальный сериал под названием «Стендапы» с 30-минутным выступлением Дэна Содера в шестом эпизоде (и финале сезона) первого сезона.

## Фильмография
| Year             | Title                         | Role                                              | Notes                                                  |
| ---------------- | ----------------------------- | ------------------------------------------------- | ------------------------------------------------------ |
| 2014-2016        | Внутри Эми Шумер              | Разные                                            | 4 эпизода                                              |
| 2015             | Это должен был быть ты        | Крис                                              |                                                        |
| 2015             | Крушение поезда               | Мусорщик                                          |                                                        |
| 2016             | Ночной поезд с Уайтом Сенаком | Играет самого себя                                | 1 эпизод                                               |
| 2016-наст. время | Миллиарды                     | Дадли Маффи                                       | Повторяющаяся роль                                     |
| 2017             | Стендапы                      | Играет самого себя                                | 1 эпизод                                               |
| 2019             | Родители лёгкого поведения    | Рандалл                                           |                                                        |
| 2019             | Робоцып                       | Пластиковый солдатик, баскетболист-заучка (голос) | Эпизод: «Гарфилд Стокман в: Голос, похожий на ветчину» |